# Romina Gaetani
Romina Gaetani (Buenos Aires, 15 de abril de 1977) es una actriz, cantante y presentadora argentina. Es conocida principalmente por sus papeles protagónicos en las telenovelas Verano del 98, Chiquititas, Yago, pasión morena, Mil millones, Soy gitano, Los secretos de papá, Don Juan y su bella dama, Botineras, Herederos de una venganza, Noche y día, Simona, La 1-5/18 y Buenos chicos.

## Biografía
Su madre se llama María Flamini y su padre Carlos Hugo Gaetani, quien era productor de seguros y falleció en abril de 2014. Tiene un hermano llamado Leonardo, que es arquitecto.
Cursó sus estudios secundarios en el instituto Santa Ana de Villa Ballester, en la zona Norte del Gran Buenos Aires. Desde temprana edad demostró su interés por la actuación, así que se inscribió en el instituto de teatro Andamio 90, en la carrera de actuación, durante un periodo de cuatro años.

## Carrera
Su primer papel en la televisión fue en el unitario Verdad consecuencia en 1998. Su debut actoral en teatro fue en la comedia musical El rey David en el rol de Betsabé, y bajo la dirección de Pepe Cibrián Campoy, en 1998. Ese mismo año ingresó en el elenco de la telenovela del canal Telefe, titulada Verano del '98, en el papel de Carla. En 2000 llegó su primer protagónico en la sexta temporada de Chiquititas en el papel de Luz Linares. Participó de la banda sonora y de la temporada teatral del ciclo en el Teatro Gran Rex. Al año siguiente fue contrafigura de Facundo Arana y Gianella Neyra en la telenovela de Telefe, Yago, pasión morena. Continuó actuando en Mil millones y en 2003 fue protagonista de la telenovela de Pol-ka Soy gitano. Junto a Dady Brieva protagonizó Los secretos de papá desde la segunda mitad de 2004. Luego actuó en la versión argentina de Amas de casa desesperadas. En el período 2007-2008 viajó a México para grabar la serie televisiva Mientras haya vida donde interpretó a Romina Sáenz, la figura antagónica de la telenovela que protagonizaron  Saúl Lizazo y Andrés Palacios. En teatro actuó en obras como Seda, Revista nacional y Cinco mujeres con el mismo vestido. En 2008 protagonizó la telenovela Don Juan y su bella dama, junto a Joaquín Furriel en Telefe. Con éxito, la novela finalizó en marzo de 2009. Entre 2009 y 2010, protagonizó en Telefe junto a Nicolás Cabré e Isabel Macedo, Botineras. En 2011 regresó a Pol-ka para protagonizar Herederos de una venganza, junto a Luciano Castro. Al año siguiente participó en Lobo interpretando a Miranda. Entre 2012 y 2013 actuó en las obras Recordando con ira y Triste golondrina macho, y en televisión participó del unitario Televisión por la justicia por el que fue nominada a los premios Emmy como mejor actriz. Hasta el 9 de marzo de 2015 protagonizó la telenovela Noche y día junto a Facundo Arana, pero tuvo que renunciar por problemas de salud. En 2018 tiene una participación en la novela Simona, interpretando a Siena Velasco novia del Dr. Guerrico (Juan Darthés).

## Televisión
| Año       | Título                     | Personaje                            | Notas                                       |
| --------- | -------------------------- | ------------------------------------ | ------------------------------------------- |
| 1997      | Verdad consecuencia        | Carlitos                             |                                             |
| 1998-1999 | Verano del 98              | Carla                                |                                             |
| 1999      | Buenos vecinos             | Lorena                               |                                             |
| 2000      | Chiquititas                | Luz Linares                          |                                             |
| 2000      | Tiempo final               | Luciana                              | Episodio: «Señor juez»                      |
| 2001      | Yago, pasión morena        | Cassandra García / Melina            |                                             |
| 2002      | 1000 millones              | Pilar Arias                          |                                             |
| 2002      | Tiempo final               | Mariana                              | Episodio: «La despedida»                    |
| 2003      | Soy gitano                 | Isabel Salvatori / Isabel Heredia    |                                             |
| 2004-2005 | Los secretos de papá       | Eugenia Ríos                         |                                             |
| 2005      | Mujeres asesinas           | Norah                                | Episodio: «Norah, amiga»                    |
| 2006      | Mujeres asesinas 2         | Laura                                | Episodio: «Laura, madre amante»             |
| 2006      | Amas de casa desesperadas  | Carla Otegui                         |                                             |
| 2007      | Mujeres asesinas 3         | Nora                                 | Episodio: «Nora, ultrajada»                 |
| 2007-2008 | Mientras haya vida         | Romina Sáenz                         |                                             |
| 2008-2009 | Don Juan y su bella dama   | Josefina Molina                      |                                             |
| 2009-2010 | Botineras                  | Laura Posse / Mia Alberdi            |                                             |
| 2011-2012 | Herederos de una venganza  | Mercedes Leiva                       |                                             |
| 2012      | Lobo                       | Miranda Solari Puentes               |                                             |
| 2012      | El hombre de tu vida       | Maggie                               |                                             |
| 2012-2013 | Tiempos compulsivos        | Tania Ríos                           |                                             |
| 2013      | Televisión por la justicia | Jorgelina                            | Episodio: «Entre muros»                     |
| 2014      | La celebración             | Mimi                                 | Episodio: «Niño»                            |
| 2014-2015 | Noche y día                | Paula Pico "Punga" / Paula Inchausti |                                             |
| 2015      | La casa                    | Agustina / Sofía                     | Episodio: «Ficción»                         |
| 2015      | Se trata de nosotros       | Laura Marin                          | Episodio: «Donde manda capitán»             |
| 2018      | Simona                     | Siena Velasco                        |                                             |
| 2021-2022 | La 1-5/18                  | Miranda Echeverry                    |                                             |
| 2022      | Dos 20                     | Paulina                              | Episodio: «No preguntes si no querés saber» |
| 2023-2024 | Buenos chicos              | Viviana Forte                        |                                             |

### Conducción
| Año  | Programa      | Canal   | Notas               |
| ---- | ------------- | ------- | ------------------- |
| 2015 | Huella andina | Canal 9 | Debut de conducción |

## Teatro
| Año  | Obra                               | Dirección                           | Teatro                              |
| ---- | ---------------------------------- | ----------------------------------- | ----------------------------------- |
| 1998 | David, el rey                      | Pepe Cibrián Campoy                 | Teatro Liceo                        |
| 2000 | Chiquititas                        | Cris Morena                         | Teatro Gran Rex                     |
| 2004 | Seda                               | Francisco Javier                    | Teatro La Comedia                   |
| 2006 | Cinco mujeres con el mismo vestido | Norma Aleandro                      | Teatro Maipo                        |
| 2012 | Recordando con ira                 | Mónica Viñao                        | Teatro Municipal General San Martín |
| 2013 | Triste golondrina macho            | Guillermo Arengo y Blas Arrese Igor | Teatro Regio                        |
| 2017 | La momia                           | Alejandro Lavallen                  | Teatro Metropolitan                 |
| 2020 | Perfectos Desconocidos             | Franco Batista                      | Teatro Melos                        |
| 2020 | Cajas chinas                       |                                     | Streaming en vivo                   |
| 2021 | Dos velas                          | Eduardo Lamoglia                    | Streaming                           |
| 2023 | Un plan perfecto                   | Carlos Olivieri                     | Teatro Del Lago                     |

## Cine
| Año  | Título              | Personaje        | Dirección        |
| ---- | ------------------- | ---------------- | ---------------- |
| 2002 | Noche en la terraza | Chica publicidad | Jorge Zima       |
| 2010 | El derrotado        | Celina           | Javier Torre     |
| 2013 | Bomba               | Paula            | Sergio Bizzio    |
| 2018 | Todavía             | Emilia "Emi"     | Tomás Sánchez    |
| 2020 | Giro de ases        | René             | Sebastián Tabany |

## Discografía
| Año  | Sencillo            | Álbum                 |
| ---- | ------------------- | --------------------- |
| 2000 | «Chiquititas 2000»  | Chiquititas vol 6     |
| 2000 | «Te miro y tiemblo» | Chiquititas vol 6     |
| 2000 | «Luz de estrella»   | Chiquititas vol 6     |
| 2000 | «Abre, entra»       | Chiquititas vol 6     |
| 2000 | «Milagro de amor»   | Chiquititas vol 6     |
| 2016 | Prólogo             | La Rayada             |
| 2016 | Hay un Tiempo       | La Rayada             |
| 2016 | Mala                | La Rayada             |
| 2016 | Extrañarte          | La Rayada             |
| 2016 | Fosforito           | La Rayada             |
| 2016 | Boqueteros          | La Rayada             |
| 2016 | Y Navegar           | La Rayada             |
| 2016 | Será Hoy            | La Rayada             |
| 2016 | Perdido             | La Rayada             |
|      | De una Pasión       |                       |
| 2022 | Escarabajo          | Solista               |
| 2023 | Miramar             | Los satélites del sur |
| 2023 | Sola con la soledad | Solista               |
| 2023 | Alguna vez          | Solista               |

## Premios y nominaciones
| Año  | Premio                     | Categoría                             | Programa - Obras                   | Resultado |
| ---- | -------------------------- | ------------------------------------- | ---------------------------------- | --------- |
| 2001 | Premios Clarín             | Revelación femenina                   | Yago, pasión morena                | Ganadora  |
| 2003 | Premios Martín Fierro      | Actriz protagonista de novela         | Soy gitano                         | Nominada  |
| 2004 | Premios Martín Fierro      | Actriz protagonista de comedia        | Los secretos de papá               | Nominada  |
| 2007 | Premios Martín Fierro      | Actriz de reparto en drama            | Amas de casa desesperadas          | Nominada  |
| 2008 | Premios Martín Fierro      | Actriz protagonista de novela         | Don Juan y su bella dama           | Nominada  |
| 2009 | Premios Martín Fierro      | Actriz protagonista de novela         | Don Juan y su bella dama Botineras | Nominada  |
| 2011 | Premios Martín Fierro      | Actriz Protagonista de Ficción Diaria | Herederos de una venganza          | Nominada  |
| 2014 | Premios Emmy Internacional | Mejor actriz                          | Televisión por la justicia         | Nominada  |
| 2020 | Premios Carlos             | Mejor Actriz                          | Perfectos Desconocidos (Teatro)    | Ganadora  |
| 2023 | Premios Carlos             | Mejor Actriz                          | Un plan perfecto                   | Nominada  |
| 2024 | Premios Martín Fierro      | Actriz protagonista de novela         | Buenos chicos                      | Ganadora  |